# François de Poudenx
François-Clément de Poudenx (né vers 1642 à Poudenx mort à Tarbes le 24 juin 1716), ecclésiastique, fut évêque de Tarbes de 1678 à 1716.

## Biographie
François-Clément de Poudenx est issu d'un importante lignée noble de la région des Landes et du Béarn alliée aux familles d'Albret, d'Abbadie et Gassion. Il est le troisième fils d'Étienne baron ou vicomte de Poudenx, maréchal de camp des armées du roi, et de Paule-Gabrielle de Monluc de Castillon. Sa sœur Anne-Françoise est la mère de Bernard d'Abbadie d'Arboucave, évêque de Dax et il est l'oncle de Bernard de Poudenx l'évêque de Marseille. Il fait ses études à Paris et obtient en 1670 son doctorat en théologie de la Sorbonne. Ordonné prêtre en 1671 il est archiprêtre de Maslacq et chanoine de la cathédrale de Lescar.
Il est désigné comme évêque de Tarbes dès 1678 mais sa nomination est suspendue jusqu'en 1682 à la suite d'une querelle entre la Cour de Rome et la France au sujet de la nomination de son prédécesseur comme évêque de Saint-Omer. Toutefois du fait du conflit lié à l'affaire de la régale il n'est finalement confirmé par le pape Innocent XII que le 24 mars 1692 et consacré en août suivant par l'archevêque d'Auch, Anne-Tristan de La Baume de Suze. Il gouverne paisiblement son diocèse où il se signale comme un « amateur d'antiquités » et meurt à Tarbes